# Sommer-Paralympics 2016/Teilnehmer (Libyen)
| stlisierte Goldmedaille | stlisierte Silbermedaille | stlisierte Bronzemedaille |
| ----------------------- | ------------------------- | ------------------------- |
| —                       | —                         | —                         |

Libyen entsendete zu den Paralympischen Sommerspielen 2016 in Rio de Janeiro drei Athleten, zwei Frauen und einen Mann.

## Teilnehmer nach Sportart

### Leichtathletik
Männer:
- Waleed Ashteebah (Speerwurf F42/43/44 und Kugelstoßen F42)

Speerwurf F42/43/44: 14 (30,45 Meter), Kugelstoßen F42: nicht angetreten

### Powerlifting
Frauen:
- Ghazalah Alaqouri (+86 kg), ohne Wertung
- Sahar Elgnemi (-79 kg), Rang 8 mit 85 kg